# Klasa B
Il campionato di Klasa B rappresenta l'ottavo livello del campionato polacco di calcio in quasi tutti i voivodati della Polonia, eccezion fatta per Piccola Polonia e Pomerania Occidentale, per i quali corrisponde al nono livello (l'ottavo è la Klasa A).
Chi è promosso viene ammesso al campionato di Klasa A.
Per i seguenti voivodati si tratta dell'ultimo livello del sistema calcistico, e quindi non prevede retrocessioni:
8º livello
- Cuiavia-Pomerania
- Łódź
- Masovia
- Podlachia
- Pomerania
- Santacroce
- Varmia-Masuria
- Grande Polonia

9º livello
- Pomerania Occidentale

Nei restanti voivodati, le squadre retrocesse vengono relegate in Klasa C.